# توه‌خشکه (ثلاث باباجانی)
توه‌خشکه (ثلاث باباجانی)، روستایی از توابع بخش ازگله شهرستان ثلاث باباجانی در استان کرمانشاه ایران است.

## جمعیت
این روستا در دهستان جیگران قرار دارد و براساس سرشماری مرکز آمار ایران در سال ۱۳۸۵، جمعیت آن ۷۰ نفر (۱۳خانوار) بوده‌است.